# Lanatonectria mammiformis
Lanatonectria mammiformis är en svampart som först beskrevs av Chardón, och fick sitt nu gällande namn av Samuels & Rossman 1999. Lanatonectria mammiformis ingår i släktet Lanatonectria och familjen Nectriaceae.   Inga underarter finns listade i Catalogue of Life.